# Cél járás (Központi tartomány)
Cél járás (mongol nyelven: Цээл сум) Mongólia Központi tartományának egyik járása. Területe 1600 km². Népessége kb. 4200 fő.
Székhelye, Orgil (Оргил) 199 km-re fekszik Dzúnmod tartományi székhelytől és 169 km-re Ulánbátortól.